# Руда (зупинний пункт)
Руда́ — пасажирський залізничний зупинний пункт Рівненської дирекції Львівської залізниці.
Розташований у селі Руда, Любомльський район, Волинської області на лінії Ковель — Ягодин між станціями Мацеїв (8 км) та Любомль (15 км).
Станом на лютий 2019 року щодня три пари дизель-потягів прямують за напрямком Ковель-Пасажирський — Ягодин.